# 동방 (기업)
주식회사 동방(DONGBANG TRANSPORT LOGISTICS CO.LTD., 한국: 004140)은 대한민국의 물류 및 운송 기업이다. 쿠팡과 물류·창고 업무 제휴를 맺고 있다

## 연혁
- 1965년 동방운수창고㈜ 부산에서 창립

## 같이 보기
- KCTC (기업)

## 참고문헌
1. ↑  심성미, 쿠팡 흑자전환 소식에…날아오른 KCTC·동방, 한국경제, 2022.11.10